# Albert de Buxhoeveden
Albert de Buxhoeveden, né vers 1165 à Bexhövede en Saxe et mort le 17 janvier 1229 à Riga, est un évêque de Livonie à partir de 1199 et le premier évêque de Riga de 1201 à sa mort. Il est considéré comme un des évêques missionnaires les plus importants du XIIIe siècle, fondateur de la ville de Riga, actuelle capitale de la Lettonie, et de l'ordre des chevaliers Porte-Glaive.

## Biographie
Issu de la noblesse saxonne, Albert est un membre de la famille de Buxhoeveden, ministériels de l'archevêché de Brême. Destiné à une carrière religieuse, il prend la direction de l'école de la cathédrale de Brême. Son frère Hermann (1163–1248) devint le premier évêque de Dorpat en 1220. 
En 1199, Albert est nommé évêque de Livonie par son oncle maternel, l'archevêque Hartwig II de Brême, après la mort de son prédécesseur Berthold Schulte au combat contre les Lives le 24 juillet 1198. Le premier évêque de Livonie résidant à Ikšķile (Uexküll), Meinhard de Holstein († 1196), ne s’était occupé que d’évangélisation ; Albert se préoccupe en plus des aspects économiques de la future colonie. Avant de partir en expédition, il obtient du pape Innocent III une bulle confiant la croisade aux princes du Saint Empire romain germanique et plaçant les biens des croisés en Livonie sous le même régime que ceux de Palestine.
À la tête d’une flotte de vingt-trois navires, il se présente en 1199 dans son diocèse et fonde en 1201, la ville de Riga, plus proche de l’embouchure de la Daugava qu’Üxküll, fondée par Meinhard. Pour se garantir l’exclusivité du commerce balte avec les villes de la Ligue hanséatique,  il frappe d’interdit tous les ports baltes autres que Riga ; en effet cette mesure interdit toute relation entre les personnes frappées d’interdit et les chrétiens à qui ils ne restent que les habitants de Riga pour faire du commerce.
En 1202, il fonde l'ordre des chevaliers Porte-Glaive ou des « Frères de l'Épée » (Schwertbrüder) à Dünamünde, dans le but d'assurer la défense de la colonie contre les Lives et d'appuyer l'évangélisation de la Livonie. En 1204, le pape Innocent III accorde au nouvel ordre le même statut que l'Ordre du Temple. En 1207, l'empereur Philippe de Souabe reconnaît la Livonie comme une principauté d'Empire. À partir de 1219, il entre en concurrence avec Valdemar II, roi de Danemark, qui s'installe en Estonie, et contre le prince russe de Polotsk, qui veut faire valoir ses droits sur le commerce le long de la Düna (aujourd'hui Daugava).
Durant tout son épiscopat, il est secondé par Theoderich von Treyden, compagnon de Meinhard de Holstein, qui est tué devant Revel en 1220. Albert de Buxhoeveden meurt en 1229 et est inhumé au grand cimetière de Riga.  
A sa mort, son programme d'évangélisation continue à se heurter à une forte opposition locale. L'Ordre des Chevaliers Porte-Glaive est pratiquement anéanti à la bataille du Soleil. Ce sont alors  les chevaliers teutoniques qui prennent le relais. 